# Launac
Launac is een gemeente in het Franse departement Haute-Garonne (regio Occitanie). De plaats maakt deel uit van het arrondissement Toulouse. Launac telde op 1 januari 2022 1.305 inwoners.

## Geografie
De oppervlakte van Launac bedroeg op 1 januari 2022 22,32 vierkante kilometer; de bevolkingsdichtheid was toen 58,5 inwoners per km².

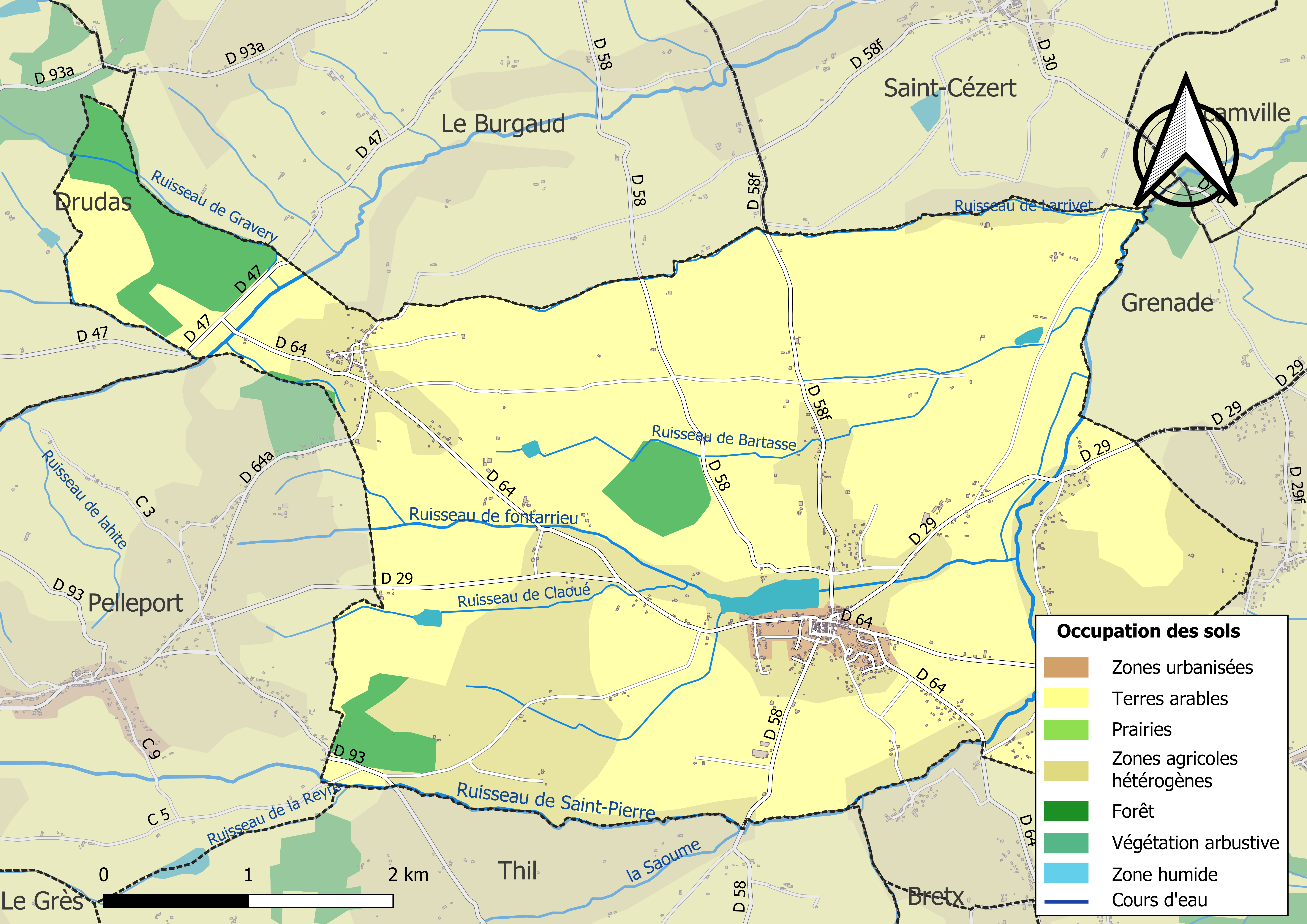
Kaart van de gemeente met belangrijkste infrastructuur, bodemgebruik en omliggende gemeenten

## Demografie
Onderstaande figuur toont het verloop van het inwonertal (bron: INSEE-tellingen).